# Neptis sikkima
Neptis sikkima är en fjärilsart som beskrevs av Evans 1924. Neptis sikkima ingår i släktet Neptis och familjen praktfjärilar. Inga underarter finns listade i Catalogue of Life.